# Morris (họa sĩ truyện tranh)
Morris (1923 - 2001) là một họa sĩ sáng tác truyện tranh người Bỉ. Với tập truyện Lucky Luke nổi tiếng, ông được xem là một trong những tác giả truyện tranh lớn nhất thế giới.
Morris tên thật là Maurice de Bevere, sinh ngày 1 tháng 12 năm 1923 tại Kortrijk, Bỉ. Từ năm 17 tới 19 tuổi, Maurice theo học khóa vẽ qua thư từ do Jean Image hướng dẫn. Năm 20 tuổi, ông bắt đầu làm việc tại xưởng hoạt hình Compagnie Belge d'Actualités (CBA) của Bỉ. Tại đây, Maurice quen biết với Peyo, André Franquin, Eddy Paape, những tác giả kịch bản truyện tranh. Từ năm 1945, Maurice trở thanh họa sĩ chính chuyên vẽ trang bìa và minh họa cho báo Le Moustique, tờ báo hài hước nổi tiếng của Bỉ khi đó.
Giáng sinh năm 1946, nhân vật Lucky Luke lần đầu tiên được Maurice cho xuất hiện trong sách lịch Spirou 194 với Câu truyện Arizona 1880. Và cũng bắt đầu từ nhân vật này ông dùng nghệ danh Morris. Từ năm 1948, Morris chuyển sang sống tại Mỹ và vẽ chuyện hài cho một số tạp chí ở đây. Tuy vậy, vẫn tiếp tục với nhân vật chàng cao bồi Lucky Luke, ông gửi các bản thảo của mình cho ban biên tập của Spirou. Năm 1949, nhà xuất bản Dupuis của Bỉ cho xuất bản tập truyện tranh Lucky Luke đầu tiên Mỏ vàng của Dig Digger. Và cũng trong thời gian ở Mỹ, Morris làm quen với René Goscinny, người sẽ là tác giả kịch bản của rất nhiều tập truyện Lucky Luke sau này.
Năm 1955, Morris trở về Bỉ tiếp tục sáng tác truyện tranh. Lucky Luke được nhà xuất bản Dupuis phát hành trong 19 năm rồi sau đó, năm 1968 được nhà xuất bản Dargaud của Pháp tiếp tục. Các tập truyện Lucky Luke giành được thành công liên tiếp. Sau khi René Goscinny mất vào năm 1977, Morris còn hợp tác cùng một số tác giả kịch bản khác.
Từ năm 1987, song song với Lucky Luke, Morris cùng sáng tác các tập truyện tranh về Rantanplan - chú chó ngốc nghếch trong Lucky Luke.
Ông mất ngày 16 tháng 7 năm 2001 tại Bruxelles.

## Giải thưởng
- 1972: Giải Saint-Michel, Bruxelles, Bỉ
- 1992: Angoulême International Comics Festival